# مشاريع دونالد ترمب التجارية في روسيا
لقد سعى دونالد ترمب إلى عقد صفقات تجارية في روسيا منذ عام 1987، وسافر إلى هناك مرارًا وتكرارًا لاستكشاف فرص الأعمال المحتملة. في عام 1996، تم تقديم طلبات تسجيل علامة تجارية لترمب لصفقات تطوير عقاري روسية محتملة. قام ترمب وأطفاله وشركاؤه بزيارة روسيا مرارًا وتكرارًا، والتواصل مع مطوري العقارات ومسؤولي الحكومة الروسية لاستكشاف فرص المشاريع المشتركة. لم يتمكن ترمب أبدًا من إبرام أي صفقات عقارية ناجحة في روسيا. ومع ذلك، استثمر أفراد روس بكثافة في عقارات ترمب، وفي أعقاب إفلاس ترمب في التسعينيات، اقترض أموالاً من مصادر روسية. قال كل من دونالد ترمب الابن وإريك ترمب إن روسيا كانت مصدرًا مهمًا للمال لشركات ترمب.
استمرت جهود بناء مبنى ترمب في موسكو حتى يونيو 2016 بينما كان ترمب يضمن ترشيح الحزب الجمهوري للانتخابات الرئاسية.
في يناير 2017، أفاد موقع أخبار بزفيد بوجود ملف ستيل غير المؤكد آنذاك (يُسمى أيضًا ملف ترمب وروسيا)، والذي يزعم وجود صلات بين شركاء ترمب وروسيا. رد ترمب في اليوم التالي، ومرة أخرى في مؤتمر صحفي في فبراير، بأنه ليس لديه صلات مالية بروسيا. ردًا على الأسئلة المستمرة، كرر السكرتير الصحفي للبيت الأبيض شون سبايسر في مايو أن ترمب ليس لديه علاقات تجارية مع روسيا. في مايو أيضًا، أرسل محامو ترمب الضريبيون رسالة إلى لجنة القضاء بمجلس الشيوخ تفيد بأن ترمب لم يتلق أي دخل من مصادر روسية على مدى السنوات العشر الماضية «مع استثناءات قليلة».
تم التدقيق في التعاملات التجارية التي أجراها ترمب مع روسيا قبل توليه الرئاسة من قبل المحقق الخاص.
في يوليو 2018، أفاد موقع ذا ديلي بيست عن مشروع تحسين محرك البحث يهدف إلى تقليل الوعي العام باتصالات ترمب بشريك عمل في هذه المشاريع معه.

## أصبح معروفاً
في عام 1987، زار ترمب روسيا للتحقيق في تطوير فندق، بدعوة من السفير يوري دوبينين الذي التقى به في نيويورك في العام السابق. زعم الصحفي البريطاني لوك هاردينغ في عام 2017 أن هذه الرحلة ربما بدأت عملية زراعة طويلة الأمد نموذجية لقسم الاستخبارات السياسية في جهاز المخابرات السوفيتي، بموجب توجيهات مكتوبة بدأها رئيس المديرية الأولى فلاديمير كريوتشكوف، لتجنيد الغربيين الطموحين سياسياً المعرضين للإطراء والأنانية والجشع.
في عام 1996، أقام ترمب شراكة مع شركة ليجيت–دوكات الصغيرة، وخطط لبناء مجمع سكني راقي على عقار ليجيت–دوكات في موسكو. كلف ترمب المهندس المعماري النيويوركي تيد ليبمان، الذي قام برسم الرسومات. زار ترمب موسكو مرة أخرى مع هوارد لوربر لاستكشاف العقارات المحتملة لـ«ناطحات السحاب والفنادق». خلال تلك الرحلة، روّج ترمب للاقتراح وأشاد بالسوق الاقتصادية الروسية. في مؤتمر صحفي أوردته صحيفة موسكو تايمز، قال ترمب إنه لم يكن «معجبًا بإمكانيات المدينة كما كنت مع موسكو» على عكس المدن الأخرى التي زارها «في جميع أنحاء العالم».
بحلول هذا الوقت، كان ترمب قد أعلن رغبته في البناء في موسكو لمسؤولي الحكومة لمدة عشر سنوات تقريبًا «بدءًا من الزعيم السوفييتي ميخائيل غورباتشوف (التقيا لأول مرة في واشنطن عام 1987) إلى الشخصية العسكرية ألكسندر ليبيد». أظهر عمدة موسكو، يوري لوجكوف، لترمب خططًا لبناء مركز تسوق كبير جدًا يقع تحت الأرض بالقرب من الكرملين. أثنى العمدة على اقتراح ترمب بأن يكون لهذا المركز التجاري إمكانية الوصول إلى مترو موسكو، وتم توصيله في النهاية بمحطة أوخوتني رياد. على الرغم من عدم حدوث التطوير السكني لعام 1996، إلا أن ترمب كان معروفًا في روسيا بحلول هذا الوقت.

## المشاريع
تضمنت استراتيجية ترمب التجارية إشراك روسيا في مشاريع تهدف إلى توسيع علامته التجارية دوليًا. وفي منتصف العقد الأول من القرن الحادي والعشرين، انتقل من بناء العقارات والاستثمار فيها إلى ترخيص اسمه ببساطة للفنادق والشقق السكنية والأبراج التجارية. وعلى الرغم من نجاح استراتيجية أخذ نسبة مئوية من المبيعات في بلدان أخرى، إلا أن شروط ترمب لم تكن مقبولة لدى الروس وتعارضت مع طريقتهم في التعامل مع سلاسل الفنادق الأمريكية.
من عام 2000 إلى عام 2010، أقام ترمب شراكة مع شركة تطوير مقرها في نيويورك يمثلها مهاجر روسي، فيليكس ساتر. وخلال هذه الفترة، أقاما شراكة في مجموعة متنوعة من الصفقات التي تضمنت بناء أبراج ترمب دوليًا. على سبيل المثال، في عام 2005، عمل ساتر كوكيل لبناء برج ترمب بجانب نهر موسكو مع رسائل النوايا في متناول اليد و«تم تحليل المساحة المربعة».
في عام 2006، سافر أبناء ترمب دونالد الابن وإيفانكا مع ساتر، ومكثوا في فندق ناشيونال بموسكو لعدة أيام، مقابل الكرملين، لرؤية شركاء واعدين، بقصد القيام بصفقات تطوير عقاري.
كان ترمب مرتبطًا بتيفيك عارف، وهو مسؤول تجاري سوفييتي سابق ومؤسس شركة تطوير تسمى مجموعة بايروك، والتي كان ساتر أيضًا شريكًا فيها. بحثت بايروك عن صفقات في روسيا بينما كانت الأبراج التي تحمل علامة ترمب التجارية تحاول التوسع بشكل أكبر في الولايات المتحدة. قال ساتر: "لقد نظرنا إلى بعض العقارات الضخمة جدًا في روسيا، على نطاق «... ناطحة سحاب كبيرة في لاس فيغاس». في عام 2007، نظمت بايروك صفقة محتملة في موسكو بين فندق ترمب الدولي والمستثمرين الروس.
خلال الفترة من 2006 إلى 2008، تقدمت شركة ترمب بطلبات للحصول على عدد من العلامات التجارية في روسيا بهدف تطوير العقارات. تشمل طلبات العلامات التجارية هذه: ترمب، برج ترمب، فندق وبرج ترمب الدولي، وترمب هوم. في عام 2008، قال كمتحدث في مؤتمر عقاري في مانهاتن إنه يخشى نتيجة عقد صفقات تجارية في روسيا، لكنه يفضل «موسكو على جميع مدن العالم» وأنه في غضون 18 شهرًا كان في روسيا ست مرات.
في عام 2007، أعلن ترمب أن فودكا ترمب ستوسع توزيعها في روسيا، وكانت هذه أول غزوة له للسوق الروسية. ظهرت فودكا ترمب «سوبر بريميوم»، وهي زجاجات مطلية بالذهب عيار 24 قيراطًا، لأول مرة في عام 2007 في معرض المليونيرات في موسكو. ولم تنجح إلا حتى وقت ما في عام 2009. حاول ترمب إنشاء برنامج واقعي في سانت بطرسبرغ، بطولة رياضي روسي. ومع ذلك، لم ينجح هذا.
في مقابلة أجريت معه عام 2015، قال ترمب إن محاولاته المتكررة لإطلاق صفقات تجارية مع الروس أسفرت عن اتصالات مع «... كبار الشخصيات، سواء من الأوليغارشيين أو الجنرالات، وكبار المسؤولين الحكوميين. لا يمكنني أن أذهب إلى أبعد من ذلك، لكنني سأخبرك أنني التقيت بكبار الأشخاص، وكانت العلاقة غير عادية».
استمرت جهود بناء برج ترمب في موسكو حتى يونيو 2016، بينما كان ترمب يؤمن مكانه كمرشح رئاسي جمهوري. ومع ذلك، أخبر محامي ترمب الشخصي مايكل كوهين الكونغرس في عام 2017 أن هذه الجهود انتهت في يناير 2016، ونتيجة لذلك، أقر كوهين بالذنب في الكذب على الكونغرس في عام 2018. بعد يونيو 2016، نفى ترمب عدة مرات وجود تعاملات تجارية في روسيا أو معها: في يوليو 2016 نفى وجود موظفين أو استثمارات في روسيا، وفي أكتوبر 2016 قال إنه لم يقم بأي صفقات هناك وليس له علاقة بروسيا. أدلى محامي الرئيس رودي جولياني ببعض التصريحات المخالفة حول هذا التسلسل الزمني، لكنه تراجع بعد ذلك.
في 9 يوليو 2019، اعترف ساتر أمام لجنة الاستخبارات بمجلس النواب بأن أحد مشاريع العقارات بين روسيا وترمب تم تقديمه زوراً على أنه اتفاقية دفاع مشترك، لكنه حجب الوثائق المتعلقة بالتفاصيل المباشرة وسجلات الهاتف. بعد شهادته، أعلن رئيس اللجنة باتريك بولاند «كشف تحقيقنا حتى الآن أن ساتر لم يكن جزءًا من أي اتفاقية دفاع مشترك، وليس لديه أساس لتأكيد هذا الامتياز على هذه الوثائق».

## ردود أفعال ترمب
في 10 يناير 2017، نشرت أخبار بزفيد ملف ستيل (يُسمى أيضًا ملف ترمب وروسيا)، وهو عبارة عن سلسلة من التقارير أعدها مصدر استخباراتي خاص في بريطانيا العظمى. زعم الملف غير المؤكد وجود صلات وتواطؤ مختلف بين شركاء ترمب وروسيا قبل وأثناء والانتخابات الرئاسية الأمريكية 2016. في اليوم التالي، 11 يناير، غرد ترمب، «لم تحاول روسيا أبدًا استخدام النفوذ عليّ. ليس لدي أي علاقة بروسيا – لا صفقات، لا قروض، لا شيء!» قيمت صحيفة يو إس إيه توداي هذا التأكيد بأنه «ليس صحيحًا تمامًا». في مؤتمر صحفي في 16 فبراير 2017، قال ترمب، «ويمكنني أن أخبرك، متحدثًا عن نفسي، أنني لا أمتلك أي شيء في روسيا. ليس لدي قروض في روسيا. ليس لدي أي صفقات في روسيا».
في 9 مايو، قال المتحدث باسم البيت الأبيض شون سبايسر: «ليس لترمب أي عمل في روسيا. وليس له أي علاقات مع روسيا».

طريق المقاطعة الشمالية 515 في بالم بيتش، فلوريدا، قبل هدمه

في 9 مايو 2017، أرسلت شركة المحاماة الضريبية لترمب، مورغان لويس وبوكيوس، خطابًا إلى اللجنة القضائية في مجلس الشيوخ الأمريكي، والذي جاء فيه أن مراجعة للإقرارات الضريبية لترمب على مدى السنوات العشر الماضية لم تجد دخلاً من مصادر روسية خلال تلك الفترة، باستثناء "بعض الاستثناءات". كانت الاستثناءات هي بيع عقار مساحته 6.26-أكر (2.53 ها) مملوك لترمب في بالم بيتش بولاية فلوريدا عام 2008 مقابل 95 مليون دولار للملياردير الروسي دميتري ربولوفليف، الذي هدم القصر الذي تبلغ مساحته 62,000-قدم-مربع (5,800 م2) بعد فترة وجيزة وباع 2.72 أكر (1.10 ها) من الموقع مقابل 34 مليون دولار، بالإضافة إلى 12.2 مليون دولار في المدفوعات المتعلقة بإقامة مسابقة ملكة جمال الكون في موسكو عام 2013، بالإضافة إلى عدد من الصفقات "غير المادية".number[حدد الكمية] لم يتم تقديم أي دليل يمكن التحقق منه بشكل مستقل، مثل الإقرارات الضريبية، وقد لوحظ أن الكشف عن الإقرارات الضريبية لن يكشف بالضرورة عن الدخل من مصادر روسية. كما جاء في الرسالة أن ترمب تلقى مدفوعات غير معلنة على مدى 10 سنوات من الروس مقابل غرف فندقية أو جولات غولف أو منتجات مرخصة من ترمب مثل النبيذ أو ربطات العنق أو المراتب، والتي لم يتم تحديدها على أنها قادمة من مصادر روسية في الإقرارات الضريبية. كانت الرسالة ردًا على طلبات سابقة من السناتور ليندسي غراهام يسأل عما إذا كانت هناك أي روابط من هذا القبيل.
في 30 نوفمبر 2018، بعد يوم واحد من اعتراف محامي ترمب الشخصي مايكل كوهين بالذنب في الكذب على الكونغرس بشأن مشاريع ترمب التجارية في روسيا، غرد ترمب على تويتر قائلاً إنه «كان قانونيًا ورائعًا للغاية» أن «يترشح للرئاسة ويستمر في إدارة أعماله». وتابع ترمب: «لقد فكرت باستخفاف في بناء مبنى في مكان ما في روسيا. لم أدفع أي أموال أو ضمانات ولم أقم بالمشروع».

## الجدول الزمني لأنشطة ترمب التجارية المتعلقة بروسيا
- 1986: السفير السوفيتي يوري دوبينين يدعو ترمب إلى رحلة مدفوعة التكاليف بالكامل إلى الاتحاد السوفيتي.[5][26]
- يوليو 1987: يقوم ترمب وزوجته إيفانا، التي تتحدث الروسية،[27] بأول زيارة لهما إلى الاتحاد السوفيتي (الذي شمل جمهورية روسيا الاتحادية الاشتراكية السوفيتية).[26][28][29][30] يستكشفان مواقع البناء المحتملة لبرج ترمب في موسكو.[29][30] يقومون بالبحث عن مواقع البناء المحتملة لبرج ترمب في موسكو.
- 1996: يعود ترمب إلى روسيا، ويزور موسكو مع هوارد لوربر وبينيت إس. ليبو[31] لاستكشاف العقارات المحتملة لـ "ناطحات السحاب والفنادق"،[32] ويسجل علامته التجارية، ويقيم علاقات مع شركة التطوير بايروك جروب (التي ستؤدي إلى ترمب سوهو) وفيليكس ساتر، الذي أصبح حاسمًا في محادثات ترمب في موسكو لاحقًا.[30][33] يعلن ترمب لاحقًا عن خطة لاستثمار 250 مليون دولار في روسيا ووضع علامة تجارية على مبنيين سكنيين فاخرين في موسكو، والتي لم تؤت ثمارها.[34][34]
- 2005: يمنح ترمب مجموعة بايروك صفقة حصرية لبناء عقار يحمل علامة ترمب التجارية في موسكو.[35]
- 2006: بناءً على طلب دونالد ترمب، رافق ساتر إيفانكا ترمب ودونالد ترمب الابن في رحلة إلى موسكو، ورتب لإيفانكا الجلوس على كرسي مكتب بوتين أثناء جولة في الكرملين.[2][34]
- نوفمبر 2007: يحضر ترمب معرض المليونيرات في موسكو، حيث يعلن أن فودكا ترمب ستوسع توزيعها في روسيا، وهي أول غزوة له في السوق الروسية.[10][36][37]
- حوالي 2008: يسافر ترمب الابن إلى روسيا ست مرات خلال 18 شهرًا بحثًا عن الصفقات.[38]
- يوليو 2008: يبيع ترمب عقار بيت الصداقة في بالم بيتش إلى الأوليغارشي الروسي دميتري ريبولوفليف مقابل مبلغ قياسي بلغ 95 مليون دولار. وكان ترمب قد اشترى العقار مقابل 41.35 مليون دولار قبل ثلاث سنوات وأجرى تحسينات طفيفة فقط.[39]
- سبتمبر 2008: يقول ترمب الابن، نائب الرئيس التنفيذي لمنظمة ترمب آنذاك، «يشكل الروس نسبة غير متناسبة إلى حد كبير من العديد من أصولنا، على سبيل المثال، في دبي، وبالتأكيد مع مشروعنا في سوهو وفي أي مكان في نيويورك. نرى الكثير من الأموال تتدفق من روسيا».[40][41][42]
- 2010: حصل فندق وبرج ترمب الدولي في تورنتو على تمويل في الوقت المناسب من بنك فينيشيكونومبانك، وهو بنك استثماري تديره الدولة الروسية.[43]

2013
- أغسطس: يقول إريك ترمب للمؤلف جيمس دودسون، «نحن لا نعتمد على البنوك الأمريكية [...] لدينا كل التمويل الذي نحتاجه من روسيا»، ويقول، «نحن نذهب إلى هناك طوال الوقت». في مايو 2017، وصف إريك ترمب هذا الاقتباس بأنه «مختلق» ومثال على سبب عدم ثقة الناس في وسائل الإعلام.[40][44][45][46][47]
- نوفمبر 9–11: تقام مسابقة ملكة جمال الكون المملوكة لترمب في موسكو، برعاية سبيربنك.[44] وفقًا لتقارير مختلفة، يتم دفع رسوم ترخيص الحدث البالغة 20 مليون دولار من قبل شركة تطوير عقاري في موسكو تسمى مجموعة كروكوس، التي يرأسها أراس أغالاروف ونائب الرئيس هو ابنه، مغني البوب أمين أغالاروف.[10][48] أحد الضيوف المهمين هو عليمجان توختاخونوف، وهو رجل عصابات روسي هارب تم اتهامه مؤخرًا بإدارة حلقة مقامرة غير قانونية عالية المخاطر من شقة برج ترمب في مدينة نيويورك.[49] في حين أن بوتين لا يحضر، يحضر الحدث فلاديمير كوزين،[49] رئيس إدارة الممتلكات في الكرملين،[50] المسؤول عن مشاريع التطوير.[51] بعد الحدث، قال ترمب لصحيفة العقارات الاسبوعية، «السوق الروسية يجذبني، ولدي علاقة رائعة مع العديد من الروس».[40][52] خلال الرحلة، التقى ترمب بهيرمان جريف، الرئيس التنفيذي لبنك سبيربنك الذي تسيطر عليه الدولة، وهو أكبر بنك في روسيا، وغيره من رجال الأعمال المقربين من بوتين.[53] استضاف أغالاروف وجريف عشاءً مشتركًا لترمب في فرع نوبو في موسكو، والذي يملكه أغالاروف.[54] بعد ذلك، غرد ترمب لأغالاروف، "لقد أمضيت عطلة نهاية أسبوع رائعة معك ومع عائلتك. لقد قمت بعمل رائع. برج ترمب في موسكو هو التالي».[54][55]
- نوفمبر 12: ذكرت صحيفة موسكو تايمز أن ترمب يجري محادثات مع شركات روسية لبناء برج ترمب جديد في موسكو.[56]
- ديسمبر 23: توصل ترمب، وترمب الابن، وإمين أغالاروف، وكافيلادزه إلى اتفاق بشأن مشروع برج ترمب في موسكو، والذي بموجبه ستحصل منظمة ترمب على عمولة بنسبة 3.5% على جميع المبيعات.[57][57]

2014
- قبل 24 يناير: أرسلت مجموعة كروكوس إلى منظمة ترمب مقترحًا لبناء مبنى بارتفاع 194 مترًا يحتوي على 800 وحدة في موقع كروكوس سيتي في موسكو حيث أقيمت مسابقة ملكة جمال الكون.[57]
- فبراير 1–4: سافر كوشنر وإيفانكا ترمب إلى روسيا في رحلة مدتها أربعة أيام بدعوة من داشا جوكوفا، وهي صديقة قديمة لإيفانكا وزوجة رجل الأعمال الروسي رومان أبراموفيتش.[58] وحضرا حفلًا لجمع التبرعات لصالح المتحف اليهودي ومركز التسامح في موسكو برفقة فيكسلبيرج، وقِلة أعمال أخرى، ومسؤولين حكوميين روس، وعائلاتهم.[58] تجولت إيفانكا وإمين أغالاروف في موقع برج ترمب المقترح في موسكو في كروكوس سيتي.[57] في الفترة 2016–17، أغفل كوشنر الرحلة من طلبات الحصول على تصريح أمني.[58]
- يونيو 3–16: كافلادزه يرسل رسائل بريد إلكتروني إلى ترمب الابن وآخرين حول عناصر التصميم والتفاصيل المعمارية لبرج ترمب في موسكو.[57]
- يوليو 7: أرسلت منظمة ترمب إلى مجموعة كروكوس مجموعة من الأسئلة حول «التركيبة السكانية لهؤلاء المشترين المحتملين» في المنطقة المحيطة بموقع برج ترمب المقترح في موسكو، وتطوير الطرود المجاورة، ومفاهيم إعادة تصميم أجزاء من المبنى.[57]
- أغسطس 4: منظمة ترمب تطلب من مجموعة كروكوس المواصفات الخاصة ببرج يحمل علامة ماريوت التجارية قيد الإنشاء بالقرب من كروكوس سيتي.[57]

2015
- سبتمبر: مهندس معماري من نيويورك يستكمل خططه لبناء مسلة زجاجية جريئة بارتفاع 100 طابق في موسكو، مع شعار ترمب على جوانب متعددة.[59]
- أواخر سبتمبر: يلتقي فيليكس ساتر مع مايكل كوهين نيابة عن شركة آي سي إكسبرت للاستثمار لمناقشة بناء برج ترمب في موسكو. آي سي إكسبرت هي شركة تطوير عقاري روسية يسيطر عليها أندريه فلاديميروفيتش روزوف. يوافق ساتر على إيجاد مطور وترتيب التمويل. يتصل ساتر لاحقًا بروزوف ليقترح أن تعمل آي سي إكسبرت مع منظمة ترمب في المشروع.[60][61][57]
- سبتمبر 22: يرسل كوهين دراسة التصميم الأولية لبرج ترمب في موسكو إلى جيورجي رتسخيلادزه، الذي يرسلها بعد ذلك عبر البريد الإلكتروني إلى زميله سيمون نيزارادزه، ويكتب: «إذا تمكنا من تنظيم الاجتماع في نيويورك على أعلى مستوى في الحكومة الروسية والسيد ترمب، فإن هذا المشروع سوف يحظى بالتأكيد باهتمام عالمي».[57]
- سبتمبر 24: أرسل رتسكيلادزه بالبريد الإلكتروني إلى كوهين مسودة خطاب لمنظمة ترمب لإرساله إلى عمدة موسكو، موضحًا: «نحن بحاجة إلى إرسال هذه الرسالة إلى عمدة موسكو (الرجل الثاني في روسيا) فهو على علم بالمشروع المحتمل وسيتعهد بدعمه». في وقت لاحق من ذلك اليوم، أرسل إلى كوهين ترجمة للرسالة التي تصف برج ترمب في موسكو بأنه "رمز للعلاقات الاقتصادية والتجارية والثقافية الأقوى بين نيويورك وموسكو وبالتالي بين الولايات المتحدة والاتحاد الروسي».[57]
- سبتمبر 27: أرسل رتسكيلادزه بالبريد الإلكتروني إلى كوهين اقتراحًا لمنظمة ترمب بالشراكة مع مجموعة التنمية العالمية ذ.م.م في مشروع برج ترمب موسكو. ووصف شركة التنمية العالمية بأنها خاضعة لسيطرة نيزارادزه والمهندس المعماري ميخائيل بوسيخين. في سبتمبر 2018، أخبر كوهين فريق مولر أنه رفض الاقتراح وقرر الاستمرار مع شريك ساتر المقترح، شركة شركة أي سي إكسبرت للاستثمار.[57]
- أكتوبر 9: يرسل ساتر رسائل بريد إلكتروني إلى كوهين حول خططه للقاء أندريه مولتشانوف وإقناعه بتوفير الأرض لبرج ترمب في موسكو.[60][61]
- أكتوبر 12: أجرى كوهين سلسلة من المراسلات عبر البريد الإلكتروني مع فيليكس ساتر بشأن تطوير عقار ترمب في موسكو.[62]
- يوليو 24: أرسل روب جولدستون رسالة إلكترونية إلى مساعدة ترمب رونا جراف، اقترح فيها أن أمين أغالاروف قد يرتب لقاء بين بوتين وترمب. وأخبر ساتر كوهين أن بنك بي تي بي سوف يمول المشروع، وأن زملاءه سوف يجتمعون مع بوتين ونائب له في 14 أكتوبر.[60][61]
- أكتوبر 13: يرسل ساتر إلى كوهين خطاب نوايا موقعًا من قبل أندريه روزوف ليوقعه ترمب من أجل المضي قدمًا في مشروع موسكو.[61][63]
- أكتوبر 28: وقع ترمب على خطاب نوايا {LOI} لبناء مبنى يحمل علامة ترمب التجارية في موسكو قبل ساعات من المناظرة الرئاسية الجمهورية الثالثة، وهي حقيقة تم الإعلان عنها في أغسطس 2017.[60][61][64][65][66] يقترح خطاب النوايا أن يحتوي البرج على «[ما يقرب من 250 شقة سكنية فاخرة من الدرجة الأولى» و«[فندق فاخر من الدرجة الأولى يتكون من حوالي 15 طابقًا ويحتوي على ما لا يقل عن 150 غرفة فندقية». ستحصل منظمة ترمب على 1–5% من جميع مبيعات الشقق و3% من جميع الإيجارات والإيرادات الأخرى و20% من أرباح التشغيل.[57]
- نوفمبر: أرسل مساعد ترمب فيليكس ساتر بريدًا إلكترونيًا إلى محامي ترمب مايكل كوهين: «مايكل، لقد رتبت لجلوس إيفانكا على كرسي بوتين الخاص في مكتبه في الكرملين [...] يمكن لولدنا أن يصبح رئيسًا للولايات المتحدة ويمكننا هندسة ذلك. سأجعل فريق بوتين بأكمله يشارك في هذا الأمر».[10][67] أخبر ساتر كوهين أيضًا أن بنك في تي بي التابع للكرملين مستعد لتمويل مشروع برج ترمب في موسكو.[44]
- نوفمبر 3: في رسالة بريد إلكتروني إلى كوهين، يتوقع ساتر أن بناء برج ترمب في موسكو سيساعد حملة ترمب الرئاسية. «سأضع بوتين في هذا البرنامج وسنعمل على انتخاب دونالد».[61][62]
- نوفمبر 18: حصلت شركة آي سي إكسبيرت، المطور لمشروع برج ترمب في موسكو والموقع على خطاب نوايا ترمب، على خط ائتمان غير متجدد من سبيربنك بقيمة 10.6 مليار روبل.[68] تقدم آي سي إكسبيرت 100% من أسهمها لتأمين خط الائتمان.[68] وافقت سبيربنك على تمويل 70% من المشروع، وهو أكبر قرض عقاري تجاري لها حتى الآن.[69]
- نوفمبر 19: يكتب كولوكوف في رسالة بريد إلكتروني إلى كوهين أن الاجتماع المعلن عنه بشكل صحيح بين ترمب وبوتين يمكن أن يكون له تأثير «هائل» «في البعد التجاري» ويعزز «مستوى» المشاريع إذا حصل على موافقة بوتين. يرفض كوهين عروض كولوكوف، ويكتب، «حاليًا، يجري مطور خطاب النوايا الخاص بنا محادثات مع رئيس أركان نائب الرئيس ويرتب دعوة رسمية للقاء الاثنين».[57][57][70] في سبتمبر 2018، أخبر كوهين فريق مولر أنه رفض العروض لأنه كان يسعى بالفعل إلى العمل مع ساتر وفهم أن ساتر لديه علاقات بالحكومة الروسية.[57]
- ديسمبر 2: يقول ترمب لوكالة أسوشيتد برس إنه «ليس على دراية كبيرة» بفيليكس ساتر ويحيل الأسئلة إلى موظفيه.[61][71]
- ديسمبر 10: ذكرت قناة إيه بي سي نيوز أن ترمب نفى معرفته بساتر تحت القسم في إفادة فيديو عام 2013 على الرغم من أن ساتر كان مشاركًا في العديد من مشاريعه البارزة. شهد ترمب قائلاً: «إذا كان جالسًا في الغرفة الآن، فلن أعرف حقًا كيف يبدو». في 30 ديسمبر، أخبر ساتر كوهين أنه ساعد في دفن القصة.[61][72][73]
- ديسمبر 19: في رسالة بريد إلكتروني إلى كوهين، تحدث ساتر عن تأمين التمويل من في تي بي، وهو بنك روسي يخضع للعقوبات الأمريكية.[62][57] كما طلب ساتر معلومات جواز سفر كوهين وترمب حتى يتمكن في تي بي من تسهيل الحصول على التأشيرات.[57] وكتب أن في تي بي ستصدر الدعوة، لأنه «من الناحية السياسية لا يمكن لمكتب بوتين ولا وزارة الخارجية إصدار دعوة، لذا فهم يدعون تجاريًا/أعمالًا».[57] وكتب أنه سيتم دعوتهم إلى القنصلية الروسية في ذلك الأسبوع لتلقي دعوة وتأشيرات للسفر إلى روسيا.[57] أرسل كوهين صورًا لجواز سفره الخاص ولكن ليس جواز سفر ترمب.[61][74][57]
- ديسمبر 21: أرسل ساتر رسالة نصية إلى كوهين يطلب فيها مرة أخرى نسخة من جواز سفر ترمب.[57] رد كوهين: «بعد عودتي من موسكو معك بموعد له».[57] في سبتمبر 2018، أخبر كوهين فريق مولر أن رونا جراف قدمت جواز سفر ترمب إلى مكتب كوهين، لكن تقرير مولر يقول إن الفريق لم يتمكن من العثور على أي دليل على إرسال نسخة إلى ساتر.[57]
- ديسمبر 30: أرسل كوهين بريدًا إلكترونيًا إلى ساتر يشكو فيه من عدم إحراز تقدم في مشروع برج ترمب في موسكو. ورد ساتر بأنه ساعد في دفن قصة إخبارية على قناة أيه بي سي أنكر فيها ترمب معرفته به.[61][72] وقال كوهين ساتر في رسالة نصية أنه سيرتب اجتماعًا مع مسؤولين حكوميين روس بنفسه.[57]
- ديسمبر 31: يقول ساتر كوهين أن بنك جينبانك، الذي تم وضعه مؤخرًا تحت العقوبات الأمريكية، سيكون الممول الجديد لمشروع برج ترمب في موسكو.[61]
- أواخر عام 2015 – أوائل عام 2016: تم تضمين ترمب الابن وإيفانكا ترمب في رسائل البريد الإلكتروني حول مشروع برج ترمب في موسكو. توصي إيفانكا ترمب بمهندس معماري.[61][75]

2016
- يناير 14: أرسل كوهين بريدًا إلكترونيًا إلى بيسكوف على info@prpress.gov.ru يطلب المساعدة في بدء مشروع برج ترمب في موسكو لأن «الاتصال بين الجانبين توقف»، لكنه لم يتلق ردًا.[61][62][76][77][57] في أغسطس 2017، أخبر بيسكوف شبكة سي إن إن أن بريد كوهين الإلكتروني «لم يتم الرد عليه [لأنه] كان يتعلق فقط بصفقة عقارية ولا شيء أكثر».[76]
- يناير 16: أرسل كوهين بريدًا إلكترونيًا إلى بيسكوف على العنوان Pr_peskov@prpress.gov.ru، وهو العنوان الصحيح الذي كتبه خطأً في 11 يناير، وكرر طلبه بالتحدث مع إيفانوف.[61][57] لاحقًا، أخبر كوهين الكونغرس وفريق مولر أنه لم يتلق أي رد على هذا البريد الإلكتروني وتخلى عن مشروع ترمب في موسكو. اعترف لاحقًا للمدعين الفيدراليين أنه تلقى ردًا واستمر في العمل على المشروع وإبلاغ ترمب بالتقدم حتى يونيو 2016.[78][57]
- يناير 20: ترسل المساعدة الشخصية لبيسكوف إيلينا بوليكوفا بريدًا إلكترونيًا إلى كوهين من حسابها الشخصي تطلب منه الاتصال بها على رقم هاتفها الشخصي، والذي تقدمه.[57] يتصل بها كوهين ويشرح طبيعة وحالة المشروع، ويطلب المساعدة في تأمين الأرض والتمويل.[57][61][79] تتضمن المحادثة مناقشة منح بوتين شقة مشرفة بقيمة 50 مليون دولار في البرج كهدية.[61][79] لاحقًا، أخبر كوهين المدعين العامين أن بوليكوفا سجلت ملاحظات وطرحت أسئلة مفصلة وقالت إنها بحاجة إلى متابعة أشخاص في روسيا.[57]
- يناير 21: أرسل ساتر رسالة نصية إلى كوهين يطلب فيها إجراء مكالمة. وكتب: «لقد اتصلوا اليوم بشأن بوتين».[57][61] أرسل ساتر إلى كوهين بالبريد الإلكتروني مسودة دعوة من جينبانك لزيارة روسيا، والتي قال ساتر إنها مقدمة بناءً على طلب في تي بي، وسأل كوهين عما إذا كان هناك حاجة إلى إجراء أي تغييرات.[57] عمل ساتر وكوهين على التحرير في الأيام القليلة القادمة.[57]
- يناير 25: يرسل ساتر إلى كوهين دعوة موقعة من أندريه ريابينسكي من شركة إم إتش جاي للسفر إلى «موسكو في زيارة عمل» حول «آفاق التنمية وأعمال البناء في روسيا»، و«قطع الأراضي المختلفة المتاحة المناسبة لبناء هذا البرج الضخم»، و«فرصة تنسيق زيارة متابعة إلى موسكو من قبل السيد دونالد ترمب».[57][61] في سبتمبر 2018، أخبر كوهين فريق مولر أنه لم يستخدم الدعوة للسفر إلى موسكو لأنه لم يتلق أي مقترحات ملموسة لقطع الأراضي المناسبة.[57]
- يناير 26: يطلب ساتر من كوهين أن يتلقى مكالمة من يفجيني شميكوف، الذي ينسق مشروعهما في موسكو. ويوافق كوهين.[61]
- فبراير 2: يأتي ترمب في المرتبة الثانية في انتخابات آيوا التمهيدية. في عام 2017، أكد كوهين أن جميع الجهود المبذولة في مشروع برج ترمب في موسكو انتهت قبل هذا التاريخ.[61]
- أبريل 20: ساتر يرسل رسالة نصية لكوهين يسأله فيها عن موعد سفره إلى موسكو.[57]
- مايو 4: أرسل ساتر رسالة نصية إلى كوهين يسأله فيها عن موعد سفره إلى موسكو. وكتب أنه توقع في روسيا أن يكون ذلك بعد المؤتمر. ورد كوهين بأنه يتوقع السفر قبل المؤتمر، وأن ترمب سيسافر بعد أن يصبح مرشحًا.[57][61][79]
- مايو 5: أرسل ساتر رسالة نصية إلى كوهين مفادها أن بيسكوف يرغب في دعوته إلى منتدى سانت بطرسبرغ في الفترة من 16 إلى 19 يونيو وربما مقابلة بوتين أو رئيس الوزراء الروسي دميتري ميدفيديف. ويتابع: «قال إن أي شيء تريد مناقشته بما في ذلك التواريخ والموضوعات مطروح للمناقشة».[57][61][79]
- مايو 22: يتناول موقع بوليتيكو ارتباطات ترمب السابقة وتعاملاته مع المافيا الأمريكية وشخصيات إجرامية أخرى، بما في ذلك ساتير.[61][80]
- يونيو: يقوم ضابط سابق في المخابرات العسكرية الروسية بترتيب حضور فيليكس ساتر ومايكل كوهين للمنتدى الاقتصادي الدولي في سانت بطرسبرغ، والذي يحضره بوتين بانتظام. يريد ساتر استخدام الرحلة لدفع صفقة برج ترمب في موسكو إلى الأمام. يلغي كوهين مشاركته في اللحظة الأخيرة. لا يحضر ساتر المنتدى.[81]
- يونيو 14: يلتقي ساتر بكوهين في بهو برج ترمب. ويخبره كوهين أنه لن يسافر إلى روسيا (قبل يومين من موعد المغادرة المخطط له).[61][82]
- يوليو 19: يقدم ستيل مذكرة ملف يزعم فيها أنه خلال رحلته إلى موسكو، التقى بيج سراً مع رئيس شركة روسنفت إيجور سيتشين، إلى جانب «مسؤول كبير في الشؤون الداخلية بالكرملين، ديفيكين»، وأن سيتشين عرض على ترمب حصة 19% في روسنفت (بقيمة حوالي 11 مليار دولار) في مقابل رفع العقوبات المفروضة على روسي بعد انتخابه، وأن بيج أكد، بناءً على "السلطة الكاملة" لترمب، أنه ينوي رفع العقوبات.[83][84][85][86][87][88]
- يوليو 26: ترمب ينفي وجود أي استثمارات في روسيا.[61][89]
- يوليو 27: يقول ترمب لقناة سي بي إس في ميامي: «ليس لي أي علاقة بروسيا. ليس لدي أي علاقة بها. لم أقابل بوتين قط. ليس لي أي علاقة بروسيا على الإطلاق». وهذا يتناقض مع ادعاءاته العديدة منذ عام 2013 بأنه التقى بوتين وأجرى أعمالاً تجارية في روسيا.[90]
- أغسطس 13: يحضر الروسي الأمريكي سيمون كوكيس حفل عشاء لجمع التبرعات لصالح ترمب في منزل وودي جونسون في نيويورك، وتبلغ قيمة التذكرة الواحدة 25 ألف دولار. أصبحت التبرعات السياسية التي قدمها كوكيس في عام 2016 موضوع تحقيق مولر.[91][92]
- تتلقى شركة كوشنر 370 مليون دولار في قروض جديدة، بما في ذلك 285 مليون دولار من دويتشه بنك، لإعادة تمويل حصته من مبنى نيويورك تايمز السابق. ويثير حجم وتوقيت قرض دويتشه بنك التدقيق من قبل لجنة الخدمات المالية بمجلس النواب ووزارة العدل، وفي وقت لاحق، تحقيق مولر. والقلق هو أن المعاملة قد تكون مرتبطة بغسيل الأموال الروسية من خلال دويتشه بنك.[93][94]
- أكتوبر 11: يسافر ترمب الابن إلى باريس لإلقاء خطاب مدفوع الأجر في فندق الريتز. يرعى حفل العشاء مركز الشؤون السياسية والخارجية، وهي مجموعة أسسها فابيان بوسارت وشريكه التجاري. يرتبط باوسارت علنًا بمسؤولين حكوميين روس. تسافر رندة قسيس، إحدى المضيفات، إلى موسكو بعد الانتخابات وتبلغ تفاصيل الحدث إلى نائب وزير الخارجية الروسي ميخائيل بوجدانوف.[95]
- أكتوبر 15: حصلت إدارة الأمن القومي التابعة لوزارة العدل الأمريكية على مذكرة من قانون المراقبة الاستخباراتية الأجنبية لمراقبة اتصالات بنكين روسيين كجزء من التحقيق في ما إذا كانا قد حولا أموالاً بشكل غير قانوني إلى حملة ترمب.[96]
- أكتوبر 30: يتبادل كوهين وجورجي رتسكيلادزه رسائل نصية يناقشان فيها إخفاء أشرطة رحلة ترمب إلى موسكو عام 2013 التي يشاع أنها بحوزة شركة أراس أغالاروف، مجموعة كروكوس (ru). في مايو 2018، أخبر رتسكيلادزه فريق مولر أنه قيل له إن الأشرطة مزيفة لكنه لم ينقل هذه المعلومات إلى كوهين.[97]:27–28[98]
- أكتوبر 31:
  - يذكر ديفيد كورن من مجلة «ماذر جونز» أن جاسوسًا مخضرمًا، تم التعرف عليه لاحقًا علنًا باسم ستيل، أعطى مكتب التحقيقات الفيدرالي معلومات تزعم وجود عملية روسية لزراعة ترمب، والتي عُرفت فيما بعد باسم «ملف ستيل».[99]
  - نشرت مجلة سلايت مقالاً بقلم فرانكلين فوير يزعم أن خادم ترمب كان على اتصال مشبوه مع ألفا بنك في روسيا.[100]

2017
- فبراير 9: يقدم النائب جيري نادلر (ديمقراطي من نيويورك) قرارًا بالتحقيق فيما يتعلق بالجرائم المحتملة المتعلقة بالمعاملات المالية لترمب أو تواطؤه مع روسيا.[101]
- مارس 10: أقال ترمب 46 محاميًا أمريكيًا، بما في ذلك بريت بهارارا، الذي أخبره ترمب مؤخرًا أنه يمكنه الاحتفاظ بوظيفته.[102] كان بهارارا يقاضي قضية غسيل أموال ضد شركة بريفيزون الروسية. محامية بريفيزون في القضية هي ناتاليا فيسلنيتسكايا.[103] توصلت الشركة إلى تسوية مالية مع الحكومة في 15 مايو 2017، قبل يومين من الموعد المقرر لبدء المحاكمة.[104]
- مايو 23: طلبت ماكسين مور ووترز، العضو البارز في لجنة الخدمات المالية بمجلس النواب، من وزير الخزانة ستيفن منوشين الإفراج عن أي سجلات لشبكة إنفاذ الجرائم المالية تتعلق بدويتشه بنك وروسيا ودونالد ترمب إلى لجنة الخدمات المالية بمجلس النواب.[105][106]
- مايو 30: تذكر شبكة سي إن إن تقارير عن اعتراضات مسربة لمحادثات بين مسؤولين في الكرملين يناقشون فيها تأثيرهم المحتمل على بعض أعضاء حملة ترمب، بما في ذلك المسائل المالية.[107]

2018
- يناير 19: ذكرت مجلة ماغازين الألمانية أن دويتشه بنك قدم للسلطة المالية الألمانية، بافين، أدلة على "تحويلات مالية مشبوهة" من قبل كوشنر؛ ومن المقرر تسليم هذه المعلومات إلى مولر.[108] ينفي دويتشه بنك التقرير في 22 يناير ويعلن أنه يتخذ إجراءات قانونية.[109]
- فبراير 12: السيناتور رون وايدن (ديمقراطي من ولاية أوريغون)، العضو البارز في لجنة المالية بمجلس الشيوخ، يطلب من وزارة الخزانة توثيقًا يتعلق ببيع ترمب في عام 2008 لقصر غير صالح للسكن في بالم بيتش إلى رجل الأعمال الروسي دميتري ربولوفليف.[110]

2019
- أبريل 15: تصدر لجان الاستخبارات والخدمات المالية في مجلس النواب مذكرات استدعاء إلى دويتشه بنك، وجي بي مورغان تشيس، وبنك أمريكا، وسيتي غروب للمطالبة بوثائق تتعلق بترمب وغسيل الأموال المحتمل من قبل أشخاص في روسيا وأوروبا الشرقية.[111]
- أبريل 17: إلى جانب البنوك الأربعة التي تم استدعاؤها في 15 أبريل، تم استدعاء مورغان ستانلي، وولز فارجو، وكابيتال ون، ورويال بنك أف كندا، وبنك تورنتو دومينيون في إطار التحقيق المالي لترمب.[112][113]
- مايو 19: أوصى مسؤولو مكافحة غسيل الأموال في دويتشه بنك في عامي 2016 و2017 بالإبلاغ عن المعاملات التي تنطوي على كيانات يسيطر عليها ترمب وكوشنر إلى وحدة تابعة لوزارة الخزانة تراقب الجرائم المالية. ونفى البنك التقرير الذي يفيد بأنه منع الإبلاغ عن معاملات ترمب.[114][115][116]
- أغسطس 8: وفقًا لطلب لجنة الخدمات المالية في مجلس النواب ولجان الاستخبارات في مجلس النواب؛ سلم بنك أميركا، وسيتي غروب، ودويتشه بنك، وجيه بي مورغان تشيس، ومورغان ستانلي، وويلز فارجو وثائق تتعلق بالروس الذين ربما تعاملوا مع منظمة ترمب، و/أو ترمب وعائلته. كما سلمت بعض البنوك وثائق إلى محققي ولاية نيويورك.[117][118][119]